# Kapellenberg (Külsheim)
Der Kapellenberg (auch Stahlberg) ist ein 377,5 m ü. NHN hoher Berg etwa einen Kilometer nordwestlich von Uissigheim, einem Ortsteil von Külsheim im baden-württembergischen Main-Tauber-Kreis, und etwa einen Kilometer südlich des Tals der unteren Tauber. In Anlehnung an die geologischen Grenzen in der Trias erhebt er sich naturräumlich auf der Wertheimer Hochfläche des Sandstein-Spessarts im Südwestdeutschen Stufenland im Übergangsbereich zu Odenwald und Tauberland. Der Nordabhang des den Oberen Buntsandstein in der Umgebung überragenden Berges aus Unterem Muschelkalk ist bewaldet, am südlichen liegen Weinberge.
Auf dem Berg steht seit 1870 die Stahlbergkapelle, zu der der Kreuzweg in Uissigheim führt. Im Jahr 2022 wurde auf dem Kapellenberg ein 23 m hoher Aussichtsturm eingeweiht, der einen hindernislosen Rundumblick über die Umgebung bietet.

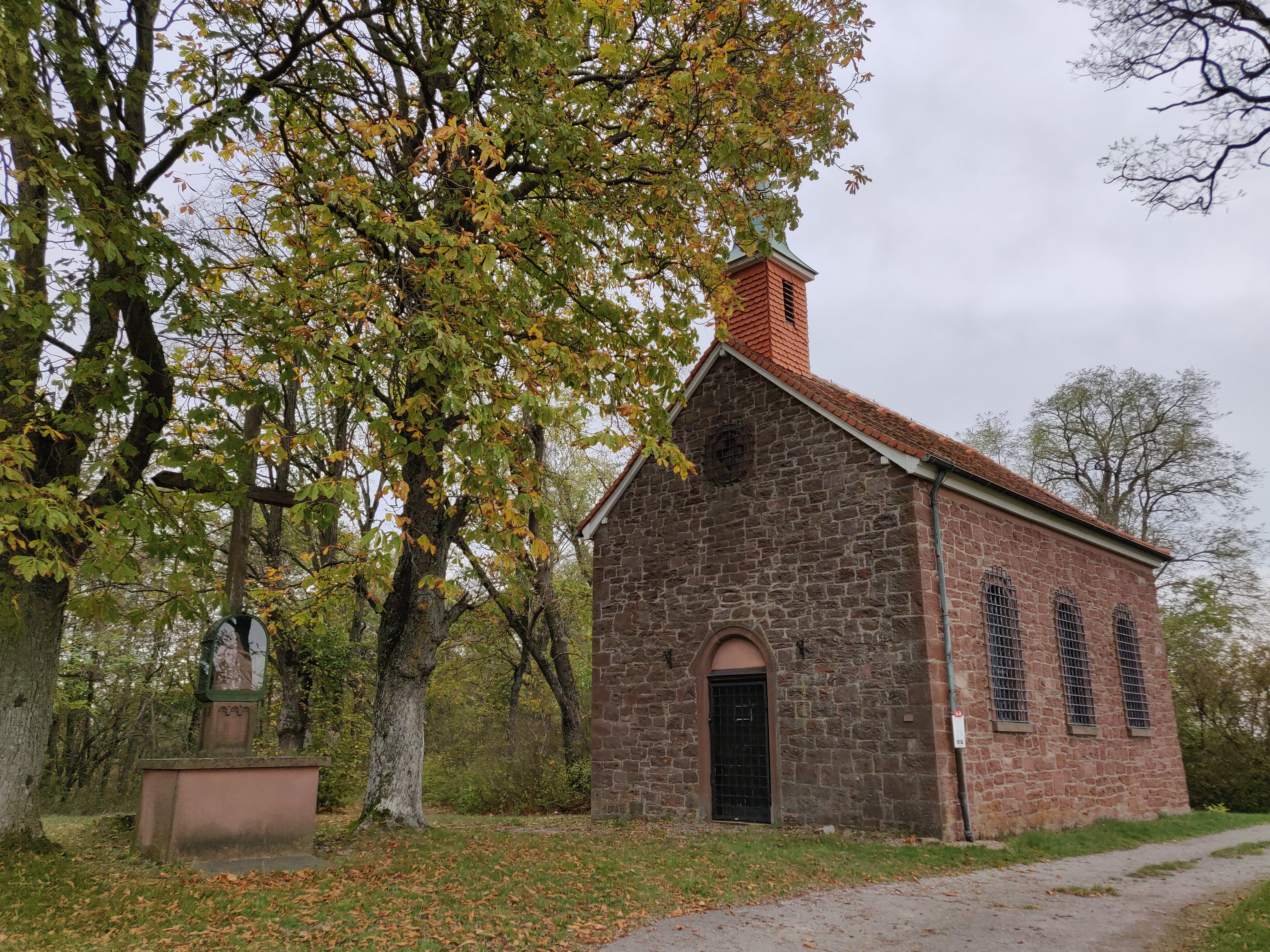
Stahlbergkapelle
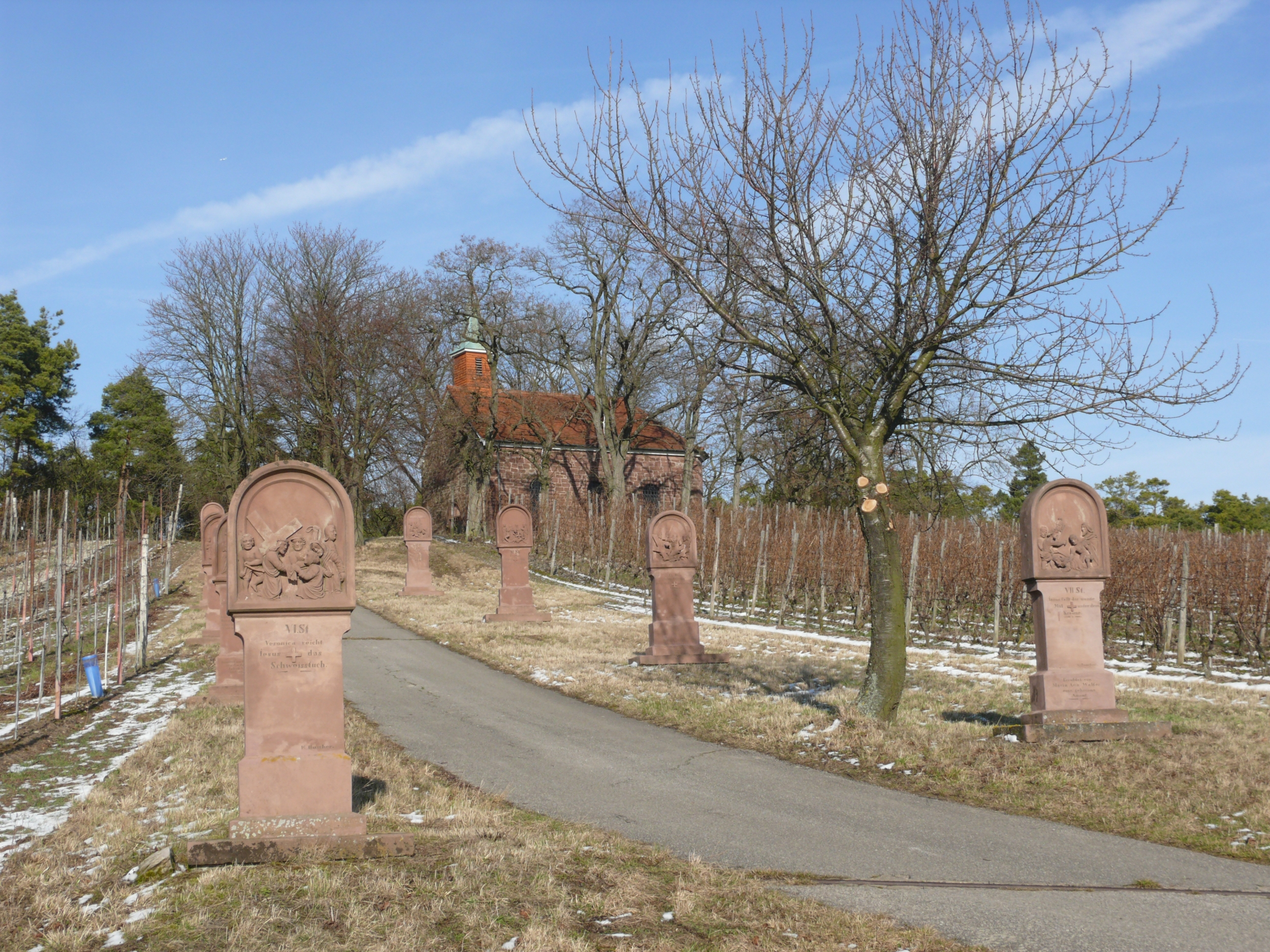
Kreuzweg
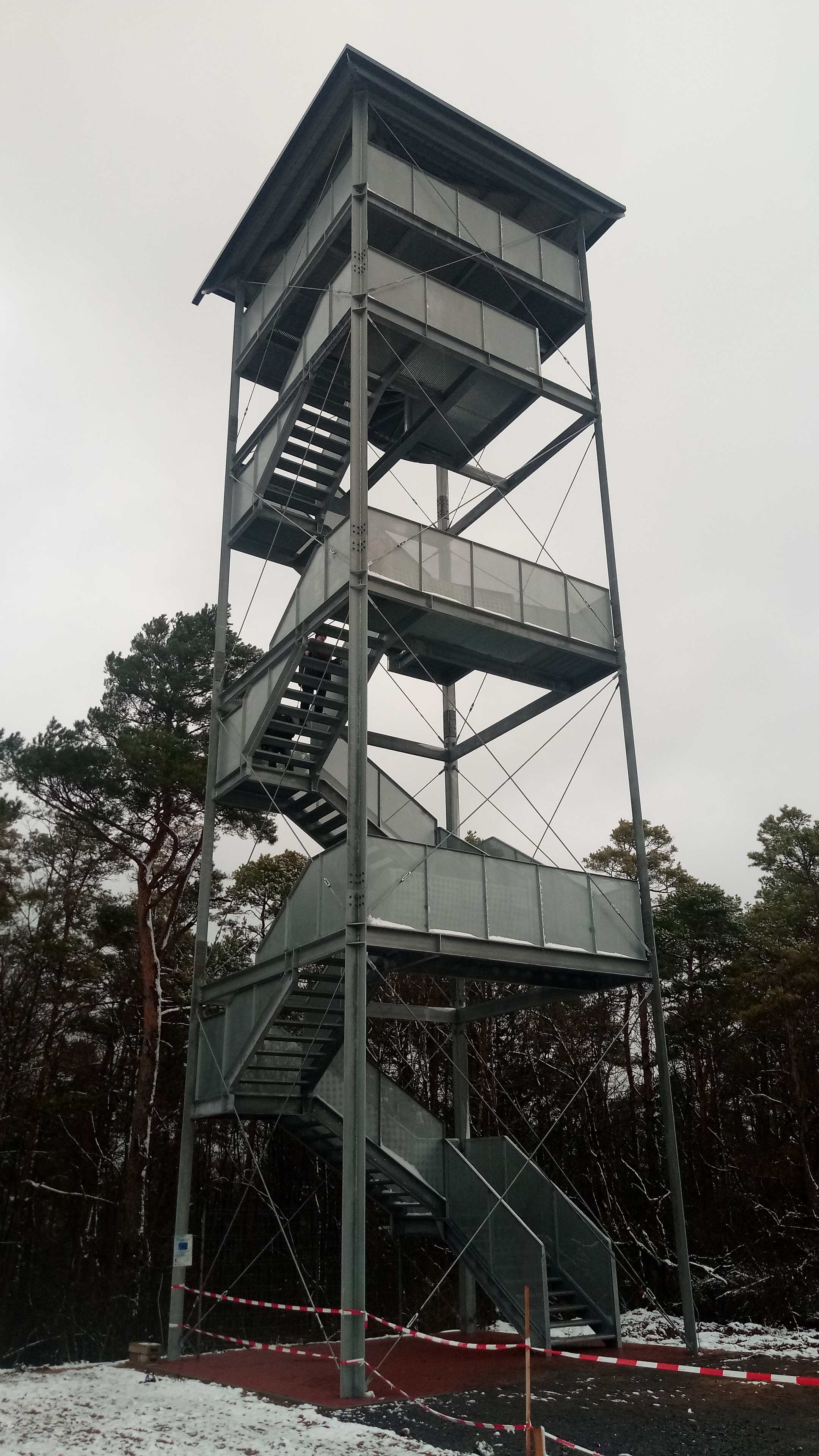
Stahlbergturm 2021